# 972最愛頻道
Love 972最爱频道（Love 97.2 FM）是新加坡新傳媒私人有限公司的一個华语廣播電台，1994年9月23日启播至今，廣播頻率為FM 97.2MHz。此频道主要以华语为广播媒介语，主打健康保健资讯，介绍生活常识及娱乐讯息，同时也播出90年代至目前的经典及流行歌曲。锁定的听众群为25岁至35岁的成年人。现今的频道标语为“享受生活、感受音乐、有你的感觉真好、新传媒Love972陪你快乐生活”。该频道也是新传媒属下3家中文频道之一，另外两个姐妹台为 YES 933 和 CAPITAL 958 城市频道。

## 現任主持人
| 全职DJ/嘉宾DJ | 全职DJ/嘉宾DJ | 全职DJ/嘉宾DJ |
| ------------- | ------------- | ------------- |
| 陈碧玉        | 陈建彬        | 李国煌        |
| 周崇庆        | 陈粉樱        | 蔡礼莲        |
| 蔡荣祖        | 郭亮          | 巫许玛莉      |
| 冯慧诗        | 洪圣安        | 陈丽娜        |
| 江坚文        |               |               |

| 兼职DJ | 兼职DJ        | 兼职DJ |
| ------ | ------------- | ------ |
| 洪美珠 | 王嘉瑞 Jensen | 秀萍   |
| 李阶融 | 燕洁          | 黄诗敏 |
| 燕冰   | 张普铭        |        |

## 现任音乐总监
- 林俊欣 （现任YES 933、LOVE 972音乐总监）

## 现有节目
星期一至五
- 玉建煌崇 (6AM - 11AM) - 陈碧玉、陈建彬、李国煌、周崇庆 (邀请表演嘉宾来到直播室)
- 蔡蔡郭 (11AM - 2PM) - 蔡荣祖、蔡礼莲、郭亮 (11AM - 2PM) 蔡荣祖、蔡礼莲 (邀请表演嘉宾来到直播室) (12PM - 2PM) 郭亮
- 最爱粉-Tastic (2PM - 5PM) - 陈粉樱 (邀请嘉宾来到直播室 兼职: 郑六月, 文海, 莫小玲, Ben 杨志龙, DAS)
- 爱慧圣莉 (5PM - 8PM) - 巫许玛莉、洪圣安、冯慧诗 (星期二至四) (每逢星期二 晚上7点至8点 爱的暴暴 邀请表演嘉宾来到直播室)
- 811娜坚房 (8PM - 11PM) - (8PM - 10PM) 陈丽娜、(9PM - 11PM) 江坚文 (每逢星期四 晚上10点至11点 饮饮坐乐 邀请嘉宾来到直播室) 洪爱玲之洪三姨、(星期一 10PM - 11PM)
- 周公讲鬼 (11PM - 1AM) - 周崇庆、陈丽娜 (每逢星期五)
- K歌最爱听（11PM - 6AM) - 电脑播歌

周六
- 原来那一年（重播）
- 周末快乐点！不间断的最爱K歌，以及周末DJ陪你快乐度过
- LOVE 972 古早味
- K歌最爱听
- 最爱祖流音乐 (9PM - 11PM) - 蔡荣祖
- K歌最爱听

周日
- 周末快乐点！不间断的最爱K歌，以及周末DJ陪你快乐度过
- 走过岁月的歌 (8PM - 11PM) - 陈碧玉
- K歌最爱听

## 已离职DJ
- 温国贤 (2018年转为96.3好FM)
- 曾晓英
- JEFF GOH 吴万隆 (2013年转为YES933）
- 高美贵 (2016年转为YES933）
- 东方比利
- 叶咏梅
- 黄德江
- 郑建荣
- 林益民 (于11/2/2025因病过世享年75岁）
- 赵璐
- 苏祺贤
- 吴小芬 (2024年转为UFM1003FM)

## 外部連結
- 972最爱频道電臺官方網站
- 972最爱频道線上收聽網站
- 972最爱频道官方脸书